# گمینا گووورووو

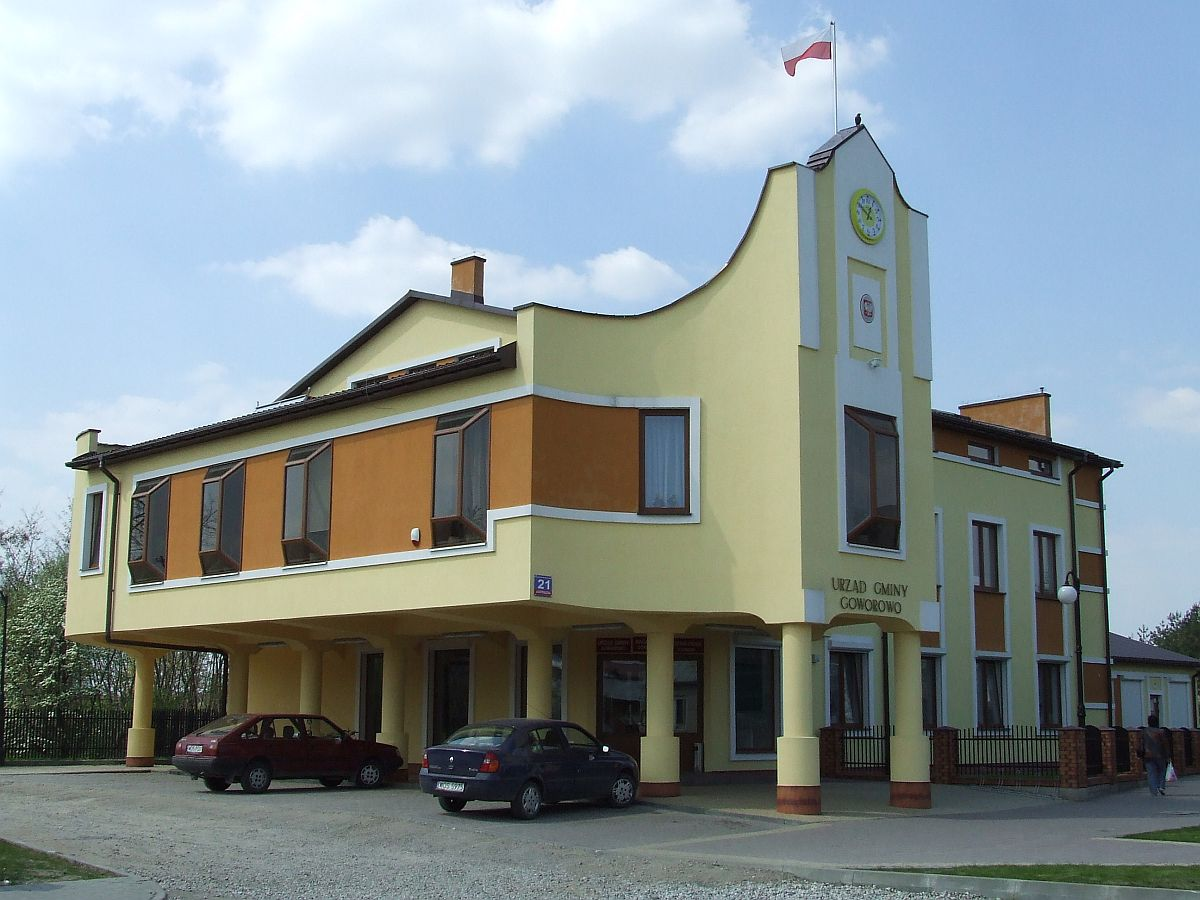
گمینا گووورووو

گمینا گووورووو (به لهستانی:  Gmina Goworowo) یک گمینا در لهستان است که در شهرستان اوستروونکا واقع شده‌است. گمینا گووورووو ۲۱۸٫۹۳ کیلومتر مربع مساحت و ۸٬۷۵۶ نفر جمعیت دارد.